# Pseudomystus moeschii
Pseudomystus moeschii es una especie de peces de la familia Bagridae en el orden de los Siluriformes.

## Morfología
Los machos pueden llegar alcanzar los 9 cm de longitud total.

## Distribución geográfica
Se encuentra en Sumatra (Indonesia ).